# Elektrisk spændingsregulator
En elektrisk spændingsregulator eller spændingsregulator er et system designet til automatisk at opretholde en konstant spænding. Spændingsregulatoren kan bruge et simpelt feed-forward-design eller kan indeholde negativ tilbagekobling. Spændingsregulatoren kan bruge en elektromekanisk mekanisme eller elektroniske komponenter. Afhængigt af designet kan spændingsregulatoren bruges til at regulere en eller flere AC-spændinger eller DC-spændinger.
Spændingsregulatorer findes i enheder såsom computerstrømforsyninger, hvor de stabiliserer DC-spændingerne, der bruges af processoren og andre elementer. I automobilgeneratorer og centrale kraftværksgeneratoranlæg styrer spændingsregulatorer anlæggets udgangsspænding. I et eldistributionssystem kan spændingsregulatorer installeres på en transformerstation eller langs distributionsledninger, så alle kunder får konstant spænding uafhængigt af hvor meget strøm der trækkes fra ledningen.

## Yderligere læsning
- Linear & Switching Voltage Regulator Handbook; ON Semiconductor; 118 pages; 2002; HB206/D.(Free PDF download) Arkiveret 3. august 2013 hos  Wayback Machine